# Đá Gạc Ma
Đá Gạc Ma (tiếng Anh: Johnson Reef hoặc Johnson South Reef; tiếng Filipino: Mabini; tiếng Trung: 赤瓜礁; bính âm: Chìguā jiāo, Hán-Việt: Xích Qua tiêu) là một rạn san hô thuộc cụm Sinh Tồn của quần đảo Trường Sa. Đá Gạc Ma là đối tượng tranh chấp giữa Việt Nam, Đài Loan, Philippines và Trung Quốc.

Đây là nơi diễn ra Hải chiến Trường Sa năm 1988 với phần thắng thuộc về Trung Quốc và kể từ đó đến nay, Trung Quốc đã giữ quyền kiểm soát thực thể địa lý này. Hàng năm, người dân Việt Nam vẫn thường tổ chức lễ tưởng niệm 64 chiến sĩ đã tử trận tại đây vào ngày 14 tháng 3 năm 1988.

## Địa lý
Đá Gạc Ma là một rạn san hô nằm cách đá Cô Lin hơn 3 km về phía đông nam, đánh dấu đầu mút phía tây nam của cụm Sinh Tồn, quần đảo Trường Sa. Tên tiếng Anh trên hải đồ quốc tế là Johnson Reef, nhưng cũng có tài liệu gọi là Johnson South Reef để đối lại với đá Cô Lin là Johnson North Reef. Bản chất đây là một rạn đá ngầm màu nâu được bao quanh bởi vành đai san hô trắng. Đa phần bãi đá này ngập chìm dưới nước, chỉ có vài hòn đá nổi lên.
Năm 2014, Trung Quốc đã bồi đắp và xây dựng trên rạn san hô này một đảo nhân tạo rộng khoảng 11 hectare.

## Lịch sử

### Hải chiến Trường Sa
Ngày 11 tháng 3 năm 1988 tàu HQ-604 bắt đầu rời quân cảng Cam Ranh ra đá Gạc Ma để thực hiện nhiệm vụ trong chiến dịch CQ-88 ("Chủ Quyền 88"). 16 giờ 20 ngày 13 tháng 3, tàu HQ-604 đã đến địa điểm thả neo cách đảo Gạc Ma chừng 100 mét. Sau khi tàu thả neo được 30 phút, tàu hộ vệ tên lửa 502 của Hải quân Trung Quốc từ đá Huy Gơ (tức đá Tư Nghĩa) chạy về phía Gạc Ma, áp sát tàu HQ-604 và dùng loa gọi yêu cầu bộ đội Việt Nam rút khỏi. Tàu HQ-604 cũng đáp trả lại và yêu cầu tương tự. Sau khoảng 30 phút thì tàu Trung Quốc bỏ đi về phía tây cách đó 5-6 hải lý. Đêm ngày 13 tháng 3, tàu HQ-604 cùng lực lượng công binh Trung đoàn 83 chuyển vật liệu lên đá Gạc Ma, tiếp đó lực lượng của Lữ đoàn 146 bí mật đổ bộ, cắm cờ và triển khai bốn tổ bảo vệ đá. Lúc này, Trung Quốc điều thêm hai hộ vệ hạm trang bị pháo 100 mm đến hỗ trợ lực lượng đã đến từ trước, yêu cầu phía Việt Nam rút khỏi đá Gạc Ma.
Khoảng 2 giờ sáng ngày 14 tháng 3, một bộ phận công binh trên tàu HQ-604 được lệnh xuống đảo, tìm địa điểm xây dựng công trình, chôn cột cờ khẳng định mốc chủ quyền. Khoảng 6 giờ sáng 14 tháng 3 năm 1988, khi tổ cắm cờ và giữ cờ gồm 5 người và khoảng 20 chiến sĩ công binh đang làm nhiệm vụ thì bất ngờ 4 tàu khu trục và hộ vệ tên lửa của Trung Quốc chạy đến. Tàu Trung Quốc chĩa súng vào tàu HQ-604 và bộ đội Việt Nam đe dọa và yêu cầu tất cả rút khỏi đảo. 6 giờ 30, tàu Trung Quốc thả xuồng máy đổ bộ lính có trang bị vũ trang xuống đảo gồm 1 chỉ huy mang súng ngắn, 48 lính mang AK, 1 lính mang điện đàm. Chỉ huy cụm đảo Trần Đức Thông ra lệnh cho các thủy thủ từ tàu HQ-604 tiến về bảo vệ bãi. Tổ cắm cờ và giữ cờ gồm 5 người và khoảng 20 chiến sĩ công binh, do đang làm nhiệm vụ xây dựng nên chỉ có 2 khẩu AK-47; gần 40 chiến sĩ trên tàu HQ-604 xuống bãi hỗ trợ đồng đội cũng chỉ mang theo một số dụng cụ như xà beng, cuốc xẻng nhưng vẫn cố gắng bảo vệ cờ trước lính Trung Quốc.  Lính Trung Quốc nổ súng bắn chết Thiếu úy Trần Văn Phương, dùng lê đâm và nổ súng bắn bị thương Hạ sĩ Nguyễn Văn Lanh. Theo báo Việt Nam, trước khi chết Trần Văn Phương đã hô to: "Thà hi sinh chứ không chịu mất đảo, hãy để cho máu của mình tô thắm lá cờ truyền thống của Quân chủng Hải quân".
Các tường trình phía Trung Quốc nói rằng một lính Việt Nam đã nổ súng và làm bị thương một lính Trung Quốc, sau đó họ rút lui khi các tàu Việt Nam khai hỏa bằng súng máy. Cụ thể, trong trận xô xát giữa hai bên, Yang Zhiliang, phó chỉ huy của tàu 502, đã bị đạn bắn trúng cánh tay trái vào lúc 8:47 (giờ Trung Quốc), những người lính của hai bên nổ súng vào nhau. Khẩu súng máy trên tàu 604 của Việt Nam cũng bắn về phía rạn san hô, lúc 8:48, Hải quân Trung Quốc trên tàu 502 cũng bắn lại. Tài liệu CIA đề ngày 08 tháng 08 năm 1988 miêu tả cuộc đụng độ giữa Trung Quốc và Việt Nam như sau: "Hai bên nổ súng qua lại, phía Việt Nam bắn vào binh lính Trung Quốc, làm bị thương một người. Sau đó, một chiếc tàu vận tải của Việt Nam - được trang bị súng máy - nã đạn vào một trong những tàu khu trục nhỏ của Trung Quốc ngoài khơi."
Do Hải quân Việt Nam không chịu rút khỏi đá, tốp lính Trung Quốc trên đảo rút về tàu. Hai chiến hạm 502 và 531 lập tức khai hỏa, hỏa lực gồm đủ loại từ trọng liên 12,7mm, pháo 37mm cho tới pháo 76,2mm, pháo 100mm, có cả dàn ống phóng rocket 12 nòng, bắn vào tàu HQ-604 và cả lính Việt Nam trên đảo. Sau loạt đạn, gần như toàn bộ lính Việt Nam trên đảo bị tiêu diệt. Sau đó tàu Trung Quốc quay sang bắn cả tàu HQ-505 bên đảo Cô Lin và HQ-605 bên đảo Len Đao.
Sau đợt pháo kích, Hải quân Trung Quốc lại cho xuồng đổ bộ xông về phía tàu HQ-604. Thuyền trưởng Vũ Phi Trừ chỉ huy quân còn lại trên tàu sử dụng các loại súng AK-47, RPD, B-40, B-41 đánh trả quyết liệt khiến nhiều lính Trung Quốc thương vong, buộc đối phương phải bỏ xuồng nhảy xuống biển bơi trở về tàu. Trung Quốc tiếp tục nã pháo cho đến khi tàu HQ-604 của Việt Nam bị thủng nhiều lỗ và chìm dần xuống biển. Lữ đoàn phó 146 Trần Đức Thông, thuyền trưởng, Đại úy Vũ Phi Trừ cùng một số thủy thủ trên tàu đã hi sinh cùng tàu HQ-604 ở khu vực đá Gạc Ma.
Khi trời sáng rõ quân Trung Quốc mới rút khỏi đá Gạc Ma. Lúc này Trung sĩ Lê Hữu Thảo và một số người còn sống bơi ngược lại đảo tìm xác đồng đội và cấp cứu chiến sĩ bị thương. Chiếc xuồng vận tải bị đạn bắn thủng nên Trung sĩ Thảo phải xé áo nhét lại để mọi người chèo xuồng chở thi thể Thiếu úy Phương và các thương binh về hướng tàu HQ-505. Đầu giờ chiều, xuồng của HQ-505 đến hỗ trợ đưa mọi người về đảo Cô Lin. Trưa ngày 14 tháng 3, máy bay của Việt Nam bay trên bầu trời Gạc Ma nhưng tàu Trung Quốc đã đi khỏi. Trung Quốc đưa quân lên chiếm đá Gạc Ma từ ngày 16 tháng 3 năm 1988 và vẫn kiểm soát rạn san hô này cho đến nay.

### Xây dựng đảo nhân tạo
Thời gian đầu căn cứ của Trung Quốc chỉ là vài kết cấu hình bát giác nằm trên cọc gỗ. Đến năm 1989 thì đã có nhà xi măng hai tầng.
Từ tháng 5 năm 2014, Trung Quốc đã tiến hành đào đắp đất cát để xây đường băng tại đây. Đến tháng 7 năm 2014, ảnh vệ tinh cho thấy đã có công trình, đường sá, bến tàu, các cây dừa trên đảo cát nhân tạo.